# Franz Moreau
Franz Moreau est un poète belge, proche de la mouvance des surréalistes du Hainaut, né le 19 janvier 1913 à Leval-Trahegnies et mort à Ciply en novembre 1962.

## Poésie dépouillée
La poésie de Franz Moreau, sobre et essentielle, fruit d'une lente maturation, est marquée notamment par un souci constant de concision et une recherche du mot juste. Comme celles d'Odilon-Jean Périer, ses poésies sont limpides, proches de la pureté absolue, au lyrisme étudié et naturel, imprégnées de son amour de la nature. Franz Moreau est influencé par André Breton et surtout Paul Éluard. Il a surtout publié entre 1953 et 1958. Son recueil le plus renommé est Ithaque. Le poète y atteint son idéal de dépouillement.    Début des années 50, il rencontre la poétesse Madeleine Biefnot pour qui il écrivit deux recueils de poèmes d'amour. Il doit lutter contre la tuberculose et la dépression.

## Biographie
Franz Moreau nait le 19 janvier 1913 à Leval-Trahegnies dans une famille protestante. Son père meurt quand il a cinq ans. Sa mère, couturière, l'élève. Il suit ses études secondaires à l'athénée royal de Mons, puis, en 1935, est diplômé (licencié-agrégé) en philologie classique par l'ULB à Bruxelles. Il rencontre le futur dessinateur Armand Simon avec qui il nourrit une riche correspondance. En 1937, il épouse Tamara Godart avec laquelle il a deux filles. Franz Moreau devient enseignant de français et morale dans la région bruxelloise, puis, à partir de 1943, de latin et grec dans son ancienne école, l'athénée royal de Mons. En 1947, il adhère au groupe Haute Nuit qui rassemble les artistes surréalistes de la région montoise (Marcel Lefrancq, Achille Chavée, Armand Simon, Louis Van de Spiegele, Maurice Arnould...). Communiste, Franz Moreau, accompagné du plasticien Pol Bury, part en 1948 dans un camp de travail bulgare, engagé volontaire pour un an. Le poète en revient déçu et malade, tuberculeux. Il est soigné pendant un an à Briançon dans les Hautes-Alpes. Son épouse Tamara l'accompagne et lui consacre toute son énergie. Il découvre avec un intérêt majeur la montagne où il revient régulièrement. En 1954, il rencontre la poétesse Madeleine Biefnot qui bouleverse sa vie. Il lui écrit des poèmes d'amour. Le couple a trois enfants. En 1955, il publie son recueil le plus important Ithaque écrit dans un profond désarroi à la suite de la mort de sa mère qu'il vénérait. Écartelé entre les deux familles qu'il a créées (celle avec Tamara et celle avec Madeleine), épuisé par des problèmes financiers ingérables, il sombre dans une grave dépression. À la suite d'une tentative de suicide, il est soigné au Centre psychiatrique Saint-Bernard à Manage. En novembre 1962, âgé de 49 ans, Franz Moreau meurt à Ciply d'un infarctus. Il repose à Anderlues.

## Son œuvre
- La cause est entendue, tract relatif à l'exposition surréaliste de 1947[4]
- Silex, Mons, Éditions de Haute nuit, 1950 (avec un dessin de Armand Simon)
- La main et le ciel, Mons, Éditions du groupe Le Tour, 1951
- Ithaque, La Louvière, Éditions de Montbliart, 1955
- Naturelle, La Louvière, Éditions de Montbliart, 1956
- Trempée, La Louvière, Éditions La main et le gant, 1958
- Silences pour l'âme, Bruxelles, Éditions Le Cormier, 1963
- Courbure du temps, Châtelineau, Le Taillis Pré, 2002

### Deux exemples de poésie
Tu es plus belle que l'angélique

pliante

sous le chant du roitelet

Le printemps te module

d'argile et de fleurs

Je te passe le linge des averses

je te couvre de mes ailes

À ton poignet de veines pures la bourrache pluvieuse

perd ses fillettes bleues
Ma femme ma couleur et mon chant matinal

lavée d'argiles bleues nourrice

d'espoir

que notre amour a la peau lisse sous l'averse

et odorante ma robe de sureau

que nous sommes légers devant les trembles

Le ciel marin le ciel d'avoine sont dans les yeux

où je plonge

où je m'anéantis